# Fiat 470
Le Fiat 470 U-EffeUno est un modèle d'autobus urbain fabriqué par le constructeur italien Fiat Bus filiale spécialisée du groupe Fiat à partir de 1979 jusqu'en 1986.
Il remplace, dans la large gamme du constructeur, les modèles Fiat 418 et Fiat 421.
Selon la règlementation italienne, le Fiat 470 était disponible en 3 versions :
- bus urbain, de couleur orange, ne desservant que les centres urbains,
- sub-urbain (baptisé Fiat 570), de couleur orange avec une fine bande horizontale verte, est assimilable à la desserte des proches banlieues,
- interurbain (Fiat 670), de couleur bleu clair, ne dessert que les banlieues et zone rattachées.

Ce véhicule était construit avec 3 longueurs : 10,5 m - 12 m et articulé de 18 m.
Le Fiat 470 remplaçait les précédents modèles réputés Fiat 418 et Fiat 421, la version sub-urbaine Fiat 570 remplace le Fiat 420 qui a été le premier modèle d'autobus sub-urbain construit par Fiat Bus, pour satisfaire à la nouvelle règlementation.
Le Fiat 470 a été remplacé par l'Iveco 471 U-Effeuno, fabriqué à partir de 1984, mais resta en production jusqu'en 1986 pour satisfaire les nombreuses commandes passées. Les derniers exemplaires ont été livrés à l'ANM de Naples - société des transports urbains - en 1986.
De nombreux carrossiers industriels spécialisés ont travaillé sur le 470 et notamment Dalla Via, Macchi, Mauri, Portesi et Viberti qui ont fourni leurs produits en complément des modèles de base Fiat Bus.
La société SOCIMI SpA spécialiste de la traction électrique, a fourni l'appareillage de traction de la version trolley, baptisée comme de coutume chez Fiat Bus, avec le chiffre 2 devant le numéro du modèle, donc Fiat Socimi 2470. Le plus gros parc connu de cette version, une centaine d'unités, était chez ATM Milan.
La première série du Fiat 470 disposait du moteur Fiat 8200.13 de 10 308 cm3 de 200 ch. La seconde série de 1981 était équipée du moteur Fiat 8220.12 de 9 572 cm3 de 203 ch.
Le Fiat 470 a connu une grande diffusion auprès de toutes les entreprises de transports en commun des villes italiennes. Bien que très ancien, certains exemplaires de ce modèle sont encore en service sur des itinéraires particuliers comme à l'ARPA de Chieti où des Fiat 570 sont toujours en service. La majorité a été vendue à l'étranger.